# Tomba d'Amarna 2
La tomba de l'antic Egipte del noble Meryre II, coneguda com la Tomba d'Amarna 2, es troba en el grup de tombes conegudes col·lectivament com les Tombes Nord, prop de la ciutat d'Amarna, a Egipte.
Meryre II va ser l'«Escriba del rei», «Assistent de la Reina Nefertiti», «Cap del doble Tresor» i «Supervisor de la Casa Jeneret de Nefertiti».
Meryre II va ocupar a la casa de Nefertiti un lloc similar a l'ocupat per Huya en la casa de reina Tiy, i és de suposar que no fos coincidència que les seves tombes estiguin juntes. Té una versió més detallada de l'escena la recepció d'un tribut estranger (que també es pot veure a la Tomba d'Amarna 1), i és l'única de les tombes d'Amarna en què estan representats Semenkhare i Meritaton com el Rei i a la Reina, successors d'Akhenaton i Nefertiti.
No hi ha cap raó per pensar que aquest Meryre estava relacionat amb el propietari de la Tomba d'Amarna 4, anomenat Meryre I.

## Façana
El pati que està a l'entrada de la tomba encara està obstruït en gran manera amb deixalles antigues. La façana de la tomba està molt destruïda però originalment la porta posseïa un marc amb inscripcions.

## Entrada a la sala exterior
Els costats de l'entrada estan molt danyats. Originalment havien pintat figures de Meryra de peu en actitud d'adoració. Havien textos de l'Himne a Aton, tant a l'est com a l'oest.

## Sala exterior
Aquesta és l'única tomba del grup nord que ha mantingut les seves columnes intactes; són dues i tenen la forma d'un feix de vuit tiges de papir. El forat a la cantonada nord-est es va formar més tard pel rebaixament de la paret nord.
Hi ha les següents les escenes que es poden veure seguint el sentit contrari a les agulles del rellotge des de la porta: 
- Meryre és recompensat pel rei i la reina, que apareixen per una finestra d'aparicions.  Akhenaton i Nefertiti apareixen a la finestra sota els raigs d'Aten; en balcó on es recolzen està decorat amb figures de captius lligats. A l'esquerra hi ha cinc princeses; en la part superior es troben Ankhesenpaaton, Neferneferuaton Tasherit i Neferneferure (els seus noms encara eren visibles al segle XIX); a baix i ajudant amb la presentació es troben Meritaton i Meketaton. A la cantonada inferior dreta de la finestra es troba Meryre rebent un collaret d'or. A la dreta hi ha una filera de figures que omplen un pati. Apareixen prínceps estrangers amb carros en la segona filera inferior, portaestandards en la tercera i quarta filera, i escribes que escriuen en la cinquena. Els dos registres més baixos sota la finestra mostra la història de Meryre tornant a casa. A la part inferior, arriba amb el seu carro amb músics femenins darrere d'ell. Davant d'ell es veu la seva casa i el jardí, aquest últim conté una piscina en forma de T. A dalt, es mostren racions d'aliments en taules, i desmuntat del seu carro Meryre saluda a la seva família.

- Un registre d'un esdeveniment amb data de l'any 12 de regnat d'Akhenaton, que descriu la recepció d'un tribut de Síria i Cuix. La presentació d'aquesta escena és una versió més detallada de la que apareix en la tomba d'Huya. Al centre s'aixeca la plataforma amb tendal on estan sentats Akhenaton i Nefertiti, junts i agafats de la mà. Darrere d'ells estan dretes sis filles en dues files: a dalt, de dreta a esquerra, Meritaton, Meketaton i Ankhsenpaaton; a baix, de dreta a esquerra, Nefernefruaton Tasherit, Neferneferure i Setepenre (els seus noms i les figures van sobreviure fins al segle xix). Neferneferure sosté una petita gasela que té de mascota. Un grup de funcionaris (un d'ells podria ser Meryre) pugen per l'escala que hi ha a la dreta de la plataforma. A sota de la plataforma es troben els dos palanquins buits i decorats amb figures de lleons i esfinxs, com en la tomba d'Huya. Sota d'ells hi ha dos registres amb un cos de tropes de guàrdia, alguns d'ells amb els mateixos pals corbs i plomes per al cabell com passa en la tomba d'Huya. En la part inferior dreta es veuen carros reials, més soldats egipcis i 3 bous de sacrifici. El tribut estranger varia de dreta a esquerra de la plataforma. A la dreta ocupa els sis millors registres, i comprèn el tribut del Regne de Cuix (Núbia). El registre superior conté mostres dels objectes portats: a l'esquerra, un jou cobert amb pells i anells d'or i un bol d'or amb una palmera tebaica d'or, i diversos articles incloent bosses de d'or en pols escuts i arcs. Diversos d'aquests productes són transportats per portadors en els registres de sota. En el segon registre apareixen una pantera i búfals; en el tercer i quart registre hi ha esclaves amb nens, transportant cistells; en el cinquè i sisè registre es pot veure homes que podien ser soldats egipcis o més nubians mostrats lluitant o ballan. A l'esquerra de la plataforma el tribut de les altres regions ocupa tota l'alçada de la paret, en nou registres. A la part superior es mostren: armes, carros i dos cavalls procedents de Síria-Palestina. A continuació es presenten cinc registres més que representen tribut portadors de la mateixa zona. Hi ha animals, incloent un lleó en el segon registre de la part superior; en el tercer registre hi ha un altre carro i cavalls, dues nenes esclaves de peu a la part davantera; en el quart, gots elaborats; en el cinquè, presoners emmanillat. Per sota de tots ells hi ha un registre amb homes del País de Punt que porten l'encens en piles i modelats en formes capritxoses, inclosa la forma de vedella. En el següent registre de baix és una fila de libis amb plomes d'estruç als cabells, que porten ous d'estruç i plomes com el seu tribut. En la fila inferior els homes porten elaborats atuells de metalls preciosos. Aquests homes poden ser hitites, els principals enemics d'Egipte en aquell moment. Tot i que els regals són representats com a tributs, el País de Punt i els hitites haurien enviat els seus béns com a regals diplomàtics de cortesia.

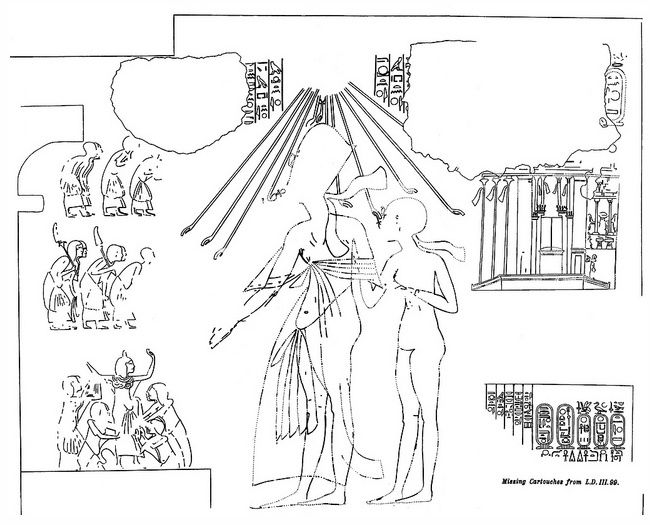
Smenkhkare i Meritaton davant de Meryre II

- Una segona escena de recompensa. Meryre està a l'esquerra, per sobre del rebaix tallat més endavant a la paret. L'escenari de la recompensa és la Casa del Rei, que en aquest cas potser va ser al pati, que ocupa la cantonada superior dreta, la major part d'ella ocupada per la finestra d'aparicions. Actualment, les figures dels reis són pràcticament invisibles. Els seus cartutxos eren originalment per sobre de la representació de la Casa del Rei. Només les restes de la vora dreta (pertanyent a la reina) es mantenen, però tots estaven presents en el segle xix. Còpies acurades fetes llavors mostren que eren el rei Semenkhare i la reina Meritaton, successors d'Akhenaton i de curt regnant. Aquesta escena és diferent en la seva execució en comparació amb les altres escenes que hi ha en la tomba, per tant és possible que es fes durant els anys posteriors a la mort d'Akhenaton.

- Akhenaton s'asseu en un tamboret, i té un vas canopi adornat i una copa. Nefertiti l'omple d'un líquid, passant per un colador que té a l'altra mà. Tres filles estan presents: Meritaton al davant, Ankhesenpaaton a dalt i enrere, i probablement Meketaton a continuació. Abaix de l'escena hi ha un grup de músics.[1]

## Sala interior
Està inacabada i sense decoració. Ni tan sols està construït el pou d'enterrament previst en l'extrem oriental.

## Santuari
Està inacabat i sense decoració. Les marques en la part posterior d'una roca indiquen les primeres etapes de l'elaboració d'una estàtua de Meryre assegut.